# Potpredsjednik Sjedinjenih Američkih Država
Potpredsjednik Sjedinjenih Država (eng. Vice President of the United States, VPOTUS) je dužnosnik federalne vlade SAD-a koja je prva u predsjedničkom nasljednom redu, odnosno koja preuzima dužnost predsjednika u slučaju smrti, ostavke, trajne spriječenosti ili opoziva. Pored toga, potpredsjednik je formalni predsjednik Senata te ima ovlast dati presudni glas u svakoj prigodi kada senatori za ili protiv neke odluke daju jedan te isti broj glasova. Potpredsjedniku predsjednik također može odrediti određene dužnosti, ali potpredsjednik nema vlastite izvršne ovlasti, nego djeluje isključivo kao zastupnik predsjednika.
Potpredsjednik ima mandat od četiri godine, a izabire ga glasački kolegij zajedno s predsjednikom na predsjedničkim izborima. Potpredsjednik mora ispunjavati sve ustavne kvalifikacije za mjesto predsjednika, osim ograničenja broja mandata.  

## Vanjske poveznice
- Official White House website for the Vice President  Arhivirana inačica izvorne stranice od 24. listopada 2006. (Wayback Machine)
- Vice Presidents.com
- A New Nation Votes: American Election Returns 1787-1825  Arhivirana inačica izvorne stranice od 2. veljače 2011. (Wayback Machine)